# Federico Gastón Fernández
Federico Gastón Fernández (født 17. oktober 1989) er en argentinsk håndboldspiller.
Han repræsenterede sit land under sommer-OL 2012 i London, hvor han sluttede på tiende plads med det argentinske landshold.